# Casa di Antimaco
Casa di Antimaco è un edificio storico situato in Via Porto 9 a Mantova.

## Storia e descrizione
L'edificio di tre piani, al tempo interamente dipinto, risale al 1480 e divenne l'abitazione del famoso letterato e umanista mantovano Marco Antonio Antimaco. Dedito principalmente all'insegnamento e alla traduzione dal greco, divenne segretario del marchese di Mantova Francesco II Gonzaga, dal quale ebbe in donazione Corte Villabella di Marmirolo.
Sull'architrave in marmo della porta, sorretta da due colonne, compare scolpita la seguente epigrafe: ANTIMACHVUM LONGIVS QVAERAS (Non cercare Antimaco più lontano).